# International Series 2021 (rugby)
El International Series de 2021 fue un torneo internacional de rugby juvenil que se disputó en el Estadio Markötter de Stellenbosch en Sudáfrica.
El torneo comenzó el 18 de junio y finalizó el 3 de julio con el partido definitorio entre los dos mejores equipos.

## Equipos participantes
- Selección juvenil de rugby de Argentina
- Selección juvenil de rugby de Georgia
- Selección juvenil de rugby de Sudáfrica
- Selección juvenil de rugby de Uruguay

## Clasificación
| Pos. | Equipo    | Encuentros | Encuentros | Encuentros | Encuentros | Tantos  | Tantos    | Tantos     | Bonus    | Bonus     | Puntos |
| Pos. | Equipo    | jugados    | ganados    | empatados  | perdidos   | a favor | en contra | diferencia | ofensivo | defensivo | Puntos |
| ---- | --------- | ---------- | ---------- | ---------- | ---------- | ------- | --------- | ---------- | -------- | --------- | ------ |
| 1    | Sudáfrica | 3          | 3          | 0          | 0          | 104     | 36        | 68         | 2        | 0         | 14     |
| 2    | Argentina | 3          | 2          | 0          | 1          | 143     | 55        | +88        | 2        | 1         | 11     |
| 3    | Uruguay   | 3          | 1          | 0          | 2          | 42      | 79        | -37        | 0        | 1         | 5      |
| 4    | Georgia   | 3          | 0          | 0          | 3          | 25      | 144       | -119       | 0        | 1         | 1      |

Nota: Se otorgan 4 puntos al equipo que gane un partido, 2 al que empate y se otorgan puntos bonus ofensivos y defensivos.
|  | Clasificados a la final.                        |
|  | Clasificados a la definición del tercer puesto. |

## Fase regular

### Fecha 1
| 18 de junio | Georgia | 10 - 82 | Argentina |  |  |

| 18 de junio | Sudáfrica | 29 - 10 | Uruguay |  |  |

### Fecha 2
| 23 de junio | Uruguay | 20 - 15 | Georgia |  |  |

| 23 de junio | Sudáfrica | 33 - 26 | Argentina |  |  |

### Fecha 3
| 28 de junio | Sudáfrica | 42 - 0 | Georgia |  |  |

| 28 de junio | Uruguay | 12 - 35 | Argentina |  |  |

## Fase final

### Definición tercer puesto
| 3 de julio | Uruguay | 8 - 20 | Georgia |  |  |

### Final
| 3 de julio | Sudáfrica | 27 - 9 | Argentina |  |  |

| Bandera de Sudáfrica |
| Campeón Sudáfrica    |